# Mundulea antanossarum
Mundulea antanossarum är en ärtväxtart som beskrevs av Henri Ernest Baillon. Mundulea antanossarum ingår i släktet Mundulea och familjen ärtväxter. Inga underarter finns listade i Catalogue of Life.